# Dolmen de Molers
El dolmen de Molers o dolmen de Cal Xisquet de Maçaners, situat dins el terme municipal de Saldes (Solsonés), declarat Bé cultural d'interès local.
És un dels megàlits més importants dels trobats dins la comarca del Berguedà, a més de ser-ne el més septentrional. Fou excavat per Joan Serra i Vilaró l'any 1920, aleshores director del Museu Episcopal de Solsona. Les restes i els materials trobats en les excavacions dutes a terme daten el dolmen cap a voltants del 1500 aC, dins del bronze mitjà.

## Situació
El dolmen està situat a uns 70 metres abans del trencall de Molers, tot seguint la carretera B-400 (de Guardiola de Berguedà a Gósol), en un camp de conreu a l'esquerra de la carretera, a 60m de la carretera (km 13,4). També conegut com a dolmen de Cal Xisquet (o Cal Cisquet) de Maçaners, està situat a 100 m al nord de la casa del mateix nom.

## Descripció: Museu Episcopal de Solsona
El dolmen és format per un gran túmul circular de 20 metres de diàmetre i 2,5 d'alt sobre el qual hi ha disposada una cambra pentagonal de 3,44 metres de llarg per 1,37 d'ample. Està cobert per una llosa de 2,52 metres de longitud, per 2,38 d'amplada i 0,62 de gruix mitjà, amb un pes estimat de 8,5 tones. El dolmen presentava la pedra superior fracturada. Aquesta va ser restaurada i el monument rehabilitat en el seu conjunt a instàncies de la Societat d'Arqueologia del Berguedà (SAB).

## Troballa
El megàlit fou excavat per primera vegada per mossèn Joan Serra i Vilaró, en el decurs de l'estudi sistemàtic dels dòlmens que aquest dugué durant la segona desena del segle xx.
Serra Vilaró troba una estructura oculta per una densa vegetació, amb la llosa de coberta partida i desplaçada, i en un pèssim estat de conservació, servint de suport d'un pal de telefonia de la companyia Telefònica. Se'n dugué a terme una primera excavació.
L'any 2002 la Societat d'Arqueologia del Berguedà va reexcavar i restaurar el dolmen sota la direcció de Josep Castany, Lídia Fàbregas i Josep Farguell.

## Restes
En l'excavació duta a terme per Serra Vilaró s'hi localitzaren restes humanes, un anell de bronze, dos ganivets de sílex i alguns fragments ceràmics: un d'ells era campaniforme pirinenc. En la intervenció de l'any 2002, en la qual es va tornar a excavar la cambra i el túmul, es troben noves restes: una dena de collaret de mol·lusc, un collaret d'ambre, material de sílex i quarsites, alguns vasos de ceràmica, fragments del campaniforme pirinenc, carenats, nanses d'apèndix de botó, així com noves restes humanes. Aquestes troballes permeten datar el dolmen dins del bronze mitjà, prop del 1500 aC.

### Restes humanes
Dels ossos i restes humanes trobades s'hi han trobat 166 peces dentàries que corresponen a uns vint individus, set dels quals foren infants. Les persones enterrades al dolmen podrien ser residents de la zona o bé pastors i caçadors de pas.
De l'estudi de les peces dentàries s'ha extrapolat l'edat dels individus enterrats: d'entre els 7 infants n'hi havia dos d'entre un any i mig a quatre. Un de tres a set, dos de vora els nou anys, un de 10 a 11 i un d'11 a 12 anys. La resta eren individus adults que excepcionalment sobrepassaven els quaranta anys. La dieta d'aquests era molt abrasiva que desgastava les dents prematurament. Moltes de les dents mostren bandes de detenció o alentiment del creixement, causades, probablement, per malalties o períodes de desnutrició.